# Felp22
Felipe Laurindo de Carvalho, mais conhecido pelo seu nome artístico Felp22 (Guarda do Embaú, 2 de julho de 1992), é um rapper, cantor, compositor e empresário brasileiro. Ele é mais conhecido por ser co-fundador e integrante do grupo de rap brasileiro Cacife Clandestino.

## Biografia

### Carreira
Natural da Guarda do Embaú, Palhoça, Santa Catarina, Felp foi morar com seu pai na Zona Sul do Rio de Janeiro na infância, no bairro do Botafogo. Começou a rimar aos 12 anos com influêcias do samba e reggae de sua terra natal. Desde sua adolescência escutava grupos nacionais como Racionais MC's, Facção Central, DJ Jamaika, Pavilhão 9, Ndee Naldinho, Gog, Detentos do Rap, entre outros. E influxos internacionais como Jurassic Five, Eazy-E, Ice Cube, Cypress Hill, Notorious B.I.G e 2Pac, entre outros. Quando começou a rimar suas inspirações nasciam de sua vivência na rua que influenciavam positivamente suas letras. Começou fazendo rap com MC Rozendo no projeto "Visão da Favela", organizado pelo MC Fiel da comunidade da Favela Santa Marta na zona sul carioca. Em 2008, Felp, Terror dos Beats e Cyon formaram o grupo chamado 9021, lançando somente alguns singles. Já em 2011 Felp22 e Terror dos Beats iniciaram o projeto "Esse é meu estilo" onde com rimas de caráter pesado se mesclam com o estilo de batidas leves e descontraídas características do beatmaker. 
Iniciando a sua carreira no cenário do rap aos 12 anos, Felp22 cresceu em rodas culturais. No ano de 2011 fundou o grupo Cacife Clandestino junto ao beatmaker Terror dos Beats, sendo assim, iniciando sua trajetória no rap nacional. Lançando o seu primeiro álbum em 2012, “Sonho de Rua” junto ao Cacife Clandestino, emplacou os seus primeiros sucessos a níveis nacionais, “Ladra de Salto” e “Beija-Flor”, onde a dupla ganhou notoriedade  acumulando mais de 70 milhões de plays nas plataformas digitais. No ano de 2015, eles emplacaram mais alguns sucessos como "Fuga", "Só Vitória" e "Só Me Ligar".  Com o lançamento do single “Só Vitória”, alcançou mais de 15 milhões de views. Logo em 2016 junto ao grupo, o álbum “Conteúdo Explícito Part 1” emplacou mais de 100 milhões de views no Youtube. Além da sua carreira artística, Felp22 passou a empresariar o DJ de trapfunk WC no Beat e juntos emplacaram o hit “Fuga” que possui mais de 22 milhões de views no Youtube. Se juntando ao time de artistas da Medellin Records, gravadora do artista.  Ainda como vocalista principal do grupo Cacife Clandestino em 2017, lançou o projeto “Mixtape Marginal” que possui mais de 90 milhões de views. Em 2018 disponibilizou o álbum “Ouro Latino” que gerou grandes hits como “Medellin Gang”, “Mudei” e “Terapia”, o disco possui mais de 60 milhões de streamings.  Em 2018, lançou seu projeto solo “Marginais BoomBap”, acumulando mais de 7 milhões de views.  O Cacife Clandestino se apresentou no Palco Supernova do Rock in Rio VIII, no dia 27 de setembro de 2019.  Felp também se apresentou no festival Lollapalooza Brasil em 2020, junto com WC no Beat, Ludmilla, Filipe Ret, Kevin O Chris, MC PK e Haikaiss. 

### Carreira internacional
Em 2019, Felp22 foi convidado para participar do projeto internacional Trapperz. No projeto criado pelo Spotify, Felp já gravou em Miami, nos EUA, com nomes de peso do Trap Latino. Ele já lançou, em espanhol e português, a música "Tocando El Cielo" e também produziu a faixa "HBO", em parceria com MC Davo, Recycled J e WC no Beat. 
Em junho de 2021, Felp também foi convidado pela Warner Chapell para participar de um camp de composição e produção com os principais artistas do gênero trap no mundo. No total seriam 25 artistas que unem com a proposta de colaborarem em novas músicas e projetos, criando material inédito e conexões entre artistas de várias nacionalidades. Felp foi o único representante do Brasil entre os artistas. O projeto reuniu na República Dominicana, nomes como Kidd Keo, um dos maiores artistas de trap da Espanha e que contava com 29 milhões de streaming no Spotify em “Ma Vie” e mais de 4 milhões de ouvintes mensais. Ainda contou com El Patron 970, entre outros produtores. 

### Empresário
Além de músico, Felp é também é empresário. O rapper catarinense é um dos fundadores da Medellin Records, selo e gravadora que foi fundada em 2012 na cidade do Rio de Janeiro. Em 2019, o selo assinou um contrato com a Sony Music Brasil.  Além de gravadora, a Medellin também gerencia a carreira de diversos artistas, incluindo a do próprio Felp. 
Felipe também fundou uma marca de roupas, a Marginal Supply, em 2017. 

## Discografia

### Cacife Clandestino
Álbuns de estúdio
- 2013 - Sonho de Rua
- 2016 - Conteúdo Explícito Part 1
- 2016 - Cacife Gold, Vol. 1 (com Costa Gold)
- 2017 - Cacife Gold, Vol. 2 (com Costa Gold)
- 2017 - Marginal
- 2018 - Ouro Latino
- 2019 - Conteúdo Explícito Part 2

### Singles e EP's
- 2013 - Ladra de Salto (part. Luccas Carlos)
- 2015 - Só Vitória
- 2015 - Diamante (part. Lola Salles)
- 2015 - Mary Jane
- 2016 - Eu & Você Contra o Mundo
- 2016 - Entre o Rap e o Crime (part. Rap Box)
- 2016 - Comerciante
- 2016 - Pólvora e Fogo
- 2016 - Robin Hood
- 2016 - Roda Gigante
- 2016 - Fuga
- 2017 - Smith & Wesson
- 2017 - Fortaleza
- 2017 - Marginal
- 2017 - Mágico - Single
- 2017 - Sextou (part. MC TH, Yago Gomes, WC no Beat)
- 2017 - Gucci & Channel (part. Cortesia da Casa, Neggs)
- 2017 - Tudo ou Nada
- 2017 - De Ninguém
- 2017 - De Ninguém (Acústico)
- 2018 - Dona do Baile
- 2018 - Sangue Bom
- 2018 - É o Trem (part. MC Maneirinho, MC TH, WC no Beat)
- 2018 - Neymar
- 2018 - O Corre (part. Cynthia Luz)
- 2018 - Entre a Glock e a Igreja (part. Tony Mariano, ADL, MC Tikão, L7NNON, Nobru Black)
- 2018 - Medellin Gang (part. Xamã)
- 2018 - Ruas Escuras (part. Cynthia Luz)
- 2018 - O.G. (part. Rap Box)
- 2018 - Olha Só
- 2019 - Dog Style
- 2019 - Trilogia Contravenção
- 2019 - Trilogia Triunfo
- 2019 - Intro - Exílio
- 2019 - Reis

### Carreira Solo
Álbuns de estúdio
- 2020 - Jogador Caro
- 2020 - Gelato
- 2021 - Melhor Momento
- 2022 - Joias do Bairro
- 2023 - Censurado pela Mídia, Amado pelas Ruas

### Singles e EP's
- 2018 - R.I.C.O (part. Spinardi)
- 2018 - O Underground (part. Spinardi)
- 2018 - Reunião de Esgoto (part. Spinardi)
- 2018 - Iluminartes (part. Spinardi)
- 2019 - Tocando El Cielo (part. Vice Menta)
- 2019 - HBO (part. MC Davo e Recycled J)
- 2019 - Marginais Boobamp 1 (part. Predella, Orochi, PK e Nog)
- 2019 - TRAPPERZ - A Mafia da Sicilia (part. MC Davo, Fuego, Rauw Alejandro, Duki)
- 2019 - Marginais Boobamp 2 (part. DK 47, NaBrisa, Spinardi)
- 2019 - R.E.A.L (part. DaPaz, Azzy, Chris MC)
- 2019 - Gabigol
- 2019 - Não Volto (part. MC Cabelinho)
- 2019 - Marginais Trap #1 (part. Meno Tody e Jovem Dex)
- 2020 - Vitamina (part. Flyboiz, MC Davo, Dave Garsia)
- 2020 - Fora da Lei (part. Pelé MilFlows)
- 2020 - Toda Madruga (part. DJ Dollynho da Lapa)
- 2020 - Vem No Movimento (part. Mãolee)
- 2020 - Intro (Jogador Caro)
- 2020 - Sul (part. Nathan Malagoli)
- 2020 - Fogo (part. Lucas Lucco)
- 2020 - Tik Tok
- 2020 - Ice Papi (part. Rojas On the Beat)
- 2020 - Só Eu (part. Azzy)
- 2020 - Marginais Acústico #2 (part. IGOR, MC TH)
- 2020 - Abate (part. MC Pedrinho)
- 2020 - te deixo voar (part. Luccas Carlos, Pedro Lotto)
- 2020 - O Rei da Awm (part. Weedzao, Teo Guedx)
- 2020 - Bentley (part. Dayme y El High, Akapellah, MC Davo)
- 2020 - Você Sabe Quem (part. DaPaz, Andressinha)
- 2020 - Água de Bandida (part. Hyperanhas)
- 2020 - Marlboro
- 2020 - Set DJ BR da Tijuca (part. DJ BR da Tijuca, MC TH, WC no Beat, MC KF, Hyperanhas, IGOR, DaPaz, Nathan, Menor Bom)
- 2021 - Set DJ BR da Tijuca 2 (part. DJ BR da Tijuca, MC TH, WC no Beat, MC Max, Agatha, IGOR, DaPaz, Hyperanhas, Leo Canetinha)
- 2021 - A Fila Anda (part. Luccas Carlos)
- 2021 - 157
- 2021 - Set DJ BR da Tijuca 3 (part. DJ BR da Tijuca, MC TH, MC KF, Hyperanhas, OIK, DaPaz, Nathan, Menor Bom)
- 2021 - Por Que Isso ? (part. Hyperanhas, Pedro Lotto)
- 2021 - MOJA (part. Jay Oc)
- 2021 - Brabão de Pegar (part. WC no Beat)
- 2021 - Tropa do Papai (part. Sueth, UCLÃ, Teo Guedx)
- 2021 - La Familia (part. Puri, MULTIPLICA, Mathew, FUFU, Jay Oc, Jey Blessing, Lennis Rodriguez)
- 2021 - Ela Me Pergunta Se Tá Tudo Bem
- 2021 - Nike & Lacoste (part. Salvador da Rima)
- 2022 - Nike Novo (part. Hyperanhas)
- 2022 - Só Balão (part. Bielzin, WC no Beat)
- 2022 - Auge (part. WC no Beat)
- 2022 - Paçin Com a Peça (part. PL Quest, WC no Beat)
- 2022 - Ouro Rosé
- 2022 - Pra Todas Que Amei
- 2022 - Caso Cerrado (part. Turek Hem, Neto Peña)
- 2023 - Bom Bom (part. Dixson Waz, Beatz Akademy)